# القمر الجديد في الهندوسية
مراحل القمر الجديد في الهندوسية، «أمافاسيا» ((بالسنسكريتية: अमावस्या)‏ وتعني القمر الجديد) وهي شائعة الاستخدام في جميع اللغات النيبالية والهندية تقريبًا لأن معظمها مشتق من اللغة السنسكريتية. حددت التقاويم البابلية واليونانية والهندية القديمة 30 مرحلة قمرية، تسمى «تيثي» في الهند. يكون القمر مظلما عندما يكون القمر في حدود 12 درجة بين الشمس والقمر قبل الاقتران. ويكون القمر جديدا (ويسمى براتيبادا)عندما يتخطى زاوية 12 درجة. غالبًا ما تتم ترجمة كلمة «أمافاسيا» بالقمر الجديد نظرًا لعدم وجود مصطلح قياسي للقمر قبل الاتصال.

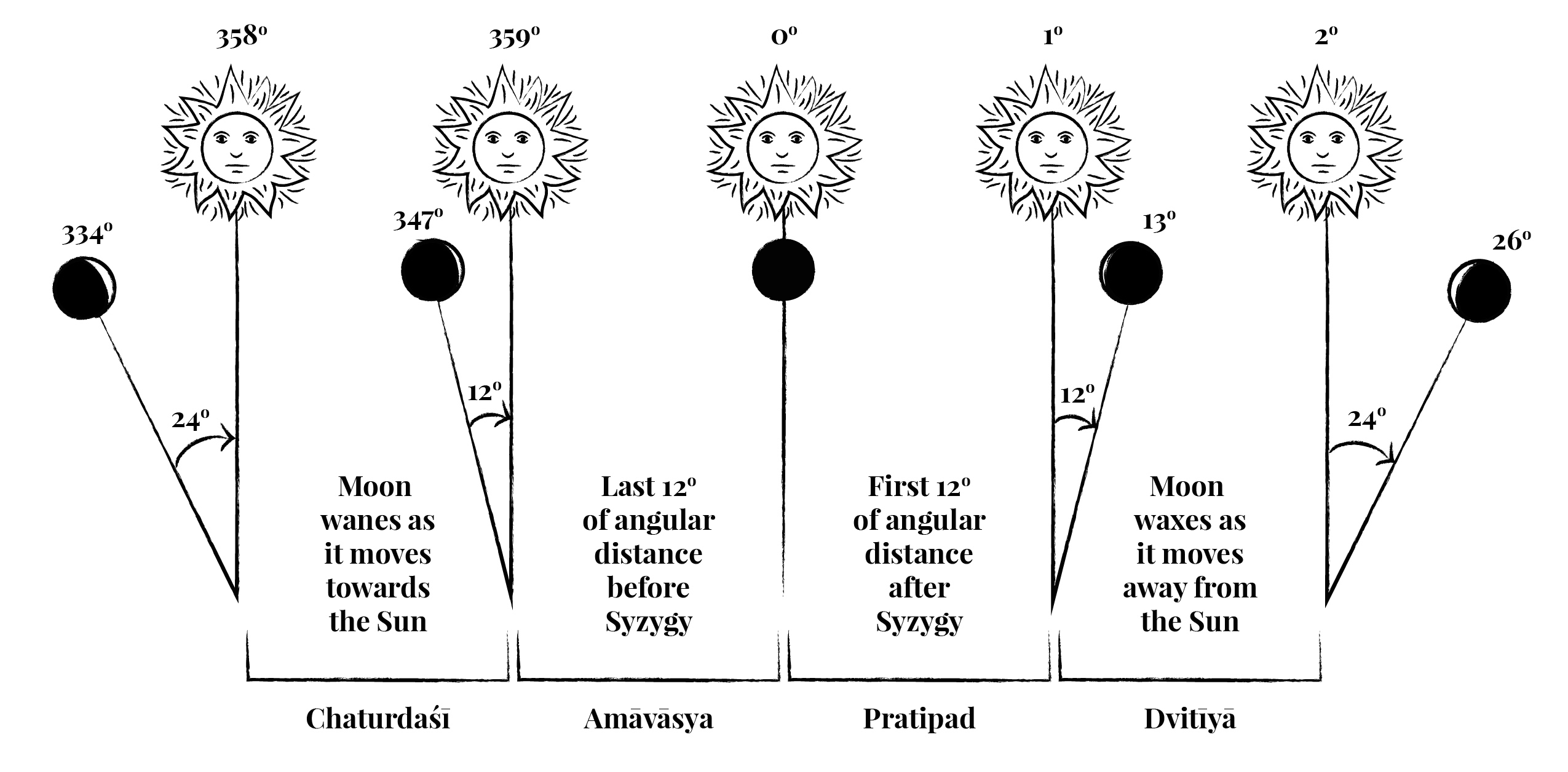
اسناء مراحل القمر من اليمين إلى اليسار: دفيتيا، براتيباد، أمافاسيا وتشادورداسي.

تواريخ القمر الجديد لعام 2019 هي 6 يناير و 4 فبراير و 6 مارس و 5 أبريل و 4 مايو و 3 يونيو و 2 يوليو و 1 أغسطس و 30 أغسطس و 28 سبتمبر و 28 أكتوبر و 26 نوفمبر و 26 ديسمبر.

## التسمية
في اللغة السنسكريتية، "أما" تعني "معًا" و "فاسيا" تعني "الإسهاب" أو "التعايش". كما يعني أيضًا "نا" + "ما" + "أسيا" (تعني "نا" = "لا،" ما "= قمر، و" أسيا "=" هناك ") مما تعني بدورهاه عدم وجود قمر، أو القمر الغير مرئي.

## تقاليد ومعتقدات

### أمافاسيا سومافاتي

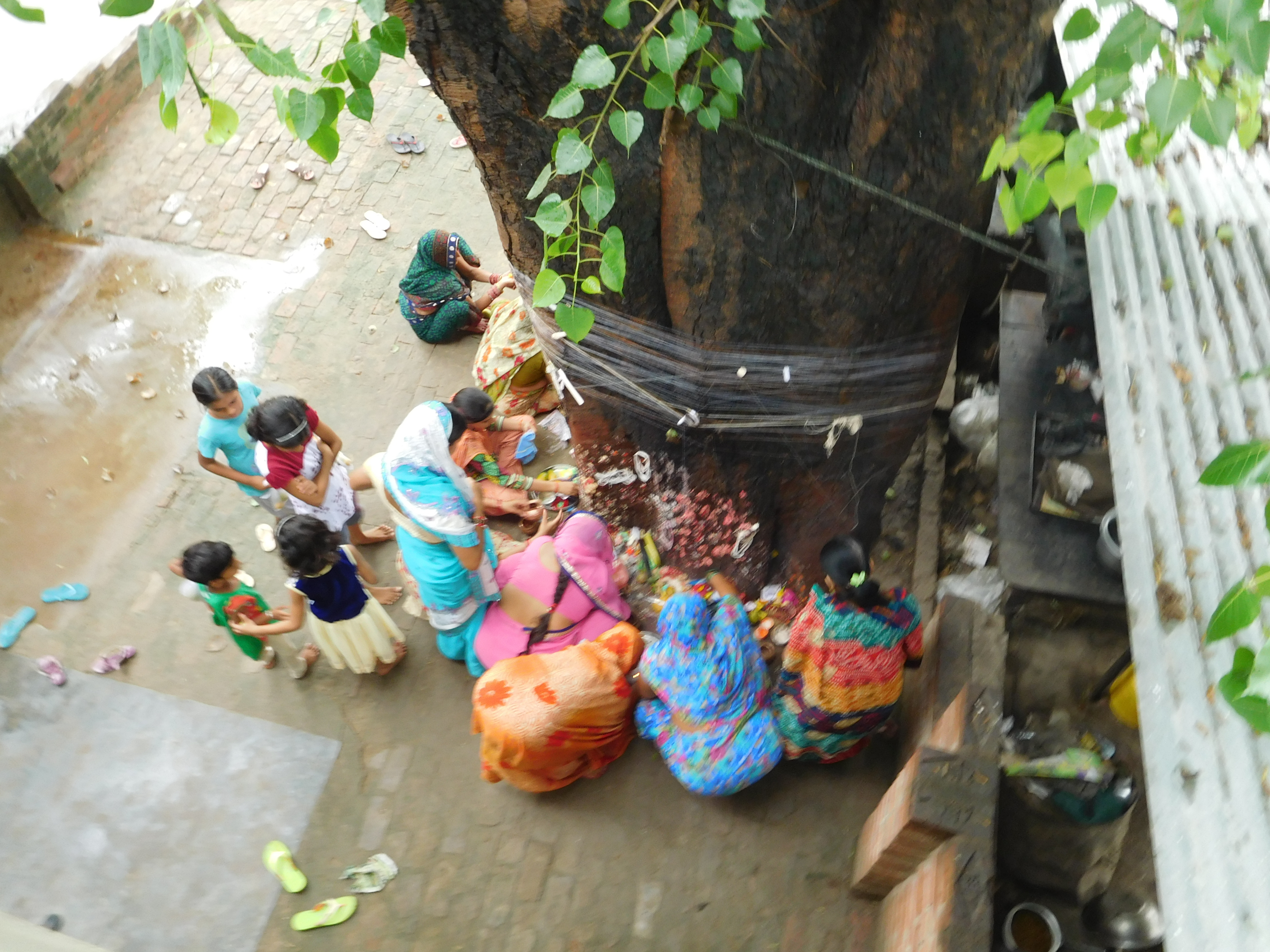
سومفاتي أمافاسيا فرات (सोमवती अमावस्या व्रत)

إن وقوع الأمافاسيا يوم الاثنين له أهمية خاصة. ويعتقد أن صيام هذا الوم من شأنه أن يمنع تحويل الإمراءة إلى أرملة كما يضمن حمل المرأة للذرية يؤكد على تحقيق كل الرغبات.

### عبادة الأجداد(بترا)
يعتبر يوم الإمافاسيا من كل شهر ميمون لعبادة الأجداد والقسام بالصلوات. كما على المتدينين والعمال عدم السفر أو القيام بالأعمل خلاله، وبدلاً من ذلك عليهم التزكيز على الطقوس العقائدية، عادة في المنزل في فترة ما بعد الظهر. حتى اليوم، لا يعمل العمال التقليديون، مثل البنائين، في يوم القمر الجديد في الهند. إلا أنهم يعملون يومي السبت والأحد. حتى قضاة المحكمة العليا في الهند في القرن الثامن عشر يعتبروه يوم عطلة. الحكم البريطاني هو من أذخل مبدأ «عطلة الأحد» إلى المجتمع الهندي.

## روابط خارجية
- كالنيرناي على iPhone
- تقويم التيثي
- مناقشة قضايا الترجمة Amāvāsyā في قاموس Monier-Williams السنسكريتي